# Рагулин Андрей Викторович
Андрей Викторович РАГУЛИН (род. 22 января 1983 г., г. Уфа, Башкирская АССР ) -  российский ученый-юрист, преподаватель высшей школы, адвокат, общественный деятель, журналист.

### Общая информация
Доктор юридических наук (2015), доцент (2009), участник программного комитета и приглашенный докладчик ряда крупных российских и международных научных и научно-практических конференций, автор более двухсот научных и научно-популярных работ, посвященных проблемам организации и деятельности адвокатуры, деятельности адвоката, регламентации, реализации и защиты профессиональных прав адвоката, проблемам уголовного права и процесса, соавтор учебников и учебных пособий для высшей школы.
В качестве преподавателя высшей школы сотрудничает с Российской академией адвокатуры и нотариата,   Московским университетом МВД России и Восточной экономико- юридической гуманитарной академией,  где занимая должность профессора, проводит аудиторные занятия, руководит научной деятельностью обучающихся, подготовкой курсовых и выпускных квалификационных работ, диссертаций, принимает участие в процедурах научной аттестации.
С 2005 г.,  будучи адвокатом, представляет интересы доверителей в ходе производства уголовным и гражданским делам, делам об административных правонарушениях.  В практике значительное число занимают дела, по которым было прекращено преследование доверителей в связи с отсутствием в их действиях состава преступления или недоказанностью предъявленного обвинения.
С 2009 г. - сотрудничает с Гильдией российских адвокатов в качестве члена, заместителя председателя, председателя Комиссии по защите прав адвокатов-членов адвокатских образований Гильдии российских адвокатов.
С 2010 г. - руководит центром исследования проблем организации и деятельности адвокатуры Евразийского НИИ проблем права.
С 2012 г. - главный редактор международного научно-практического юридического журнала «Евразийская адвокатура», включенного в перечень рецензируемых научных изданий, в которых должны быть опубликованы основные результаты диссертаций на соискание ученой степени кандидата наук, на соискание ученой степени доктора наук и распространяющегося в свободном доступе на основе принципов Open Access. Ведет группы журнала  в социальных сетях Facebook и вконтакте,  в которых организовано оперативное обсуждение актуальных новостей развития адвокатуры и адвокатской деятельности на евразийском пространстве.
В 2016 г. выступил инициатором создания рабочей группы «Развитие адвокатуры» Общероссийского гражданского форума, в рамках деятельности которой организовал систематическую разработку, обобщение и общественное обсуждение предложений адвокатов и ученых, направленных на совершенствование организационных и правовых основ адвокатской деятельности и адвокатуры, а также норм УК РФ и УПК РФ.
С 2015 по 2018 гг. и с 2019 г. – проректор Российской академии адвокатуры и нотариата.
С 2018г. – член союза журналистов России.
С 2019 г. входит в состав Комиссии по вопросам определения размеров компенсаций морального вреда Ассоциации юристов России.

### Основные результаты научных исследований и общественной деятельности
В 2003-2005 г. А.В. Рагулин провел первое комплексное научное исследование уголовно-правовых аспектов ответственности за хулиганство после внесения в декабре 2003 года значительных изменений в ст. 213 УК РФ и в ряд других уголовно-правовых норм, сопряженных с включением в качестве квалифицирующего признака совершение преступления из хулиганских побуждений.
С учетом опыта развития законодательства об ответственности за хулиганство, современного зарубежного опыта борьбы с этим преступлением и новейших изменений, внесенных в законодательство России, в А.В. Рагулиным разработаны способы разрешения ряда  проблем, возникающих в процессе правоприменительной практики противодействия хулиганству, сформулированы концептуальные основы совершенствования законодательной конструкции состава преступления и предложена авторская редакция ст. 213 УК РФ, аргументированы предложения о внесении изменений в ряд статей УК и КоАП Российской Федерации, разработаны практические рекомендации по квалификации хулиганства и его отграничению от смежных составов преступлений и административно-наказуемого хулиганства.
В научных работах А.В. Рагулина, подготовленных в 2007-2018 гг., впервые в российском правоведении на основе комплексного и системного подхода создана и обоснована научно-теоретическая концепция института профессиональных прав адвоката-защитника, обосновано его понятие, характеристика, система, сформулированы научно-обоснованные предложения и рекомендации по совершенствованию российского законодательства и правовых основ организации и деятельности адвокатуры. В частности:
- определены основные исторически обусловленные закономерности становления и развития института профессиональных прав адвоката-защитника в России;
- выработаны основные операционные дефиниции института профессиональных прав адвоката-защитника, произведено его разграничение со смежными правовыми институтами, разработана модель классификации профессиональных прав адвоката-защитника;
- обоснованы основные направления совершенствования правовых и организационных механизмов, обеспечивающих юридическое закрепление, практическую реализацию и охрану профессиональных прав адвоката-защитника;
-доказана необходимость внедрения разработанной автором системы взаимосвязанных и взаимообусловленных мер, направленных на совершенствование ряда отечественных нормативно-правовых актов в целях минимизации негативных аспектов применения правовых норм, регламентирующих институт профессиональных прав адвоката-защитника;
- введены в научный оборот авторские дефиниции «профессиональные права адвоката=защитника», «вмешательство в деятельность адвоката», «воспрепятствование деятельности адвоката», «юридические гарантии независимости адвоката».
В научных работах 2017-2021 гг. А.В. Рагулина исследованы вопросы демократизации организации и деятельности Федеральной палаты адвокатов и адвокатских палат субъектов Российской Федерации.
В монографии «Трактат об Обращении 32-х, принципах, дискриминации и демократии в российской адвокатуре» А. В. Рагулин, рассмотрев вопросы, связанные с пониманием принципов организации и деятельности адвокатуры, проблемами применения норм Кодекса профессиональной этики адвоката и так называемых разъяснительных актов органов Федеральной палаты адвокатов Российской Федерации принятых в 2019 г., доказал, что современная российская адвокатура находится в глубоком системном кризисе, поскольку наряду с многочисленными проблемами осуществления адвокатской деятельности, сформировался комплекс внутрикорпоративных проблем, связанных с деградацией в адвокатуре принципов законности, самоуправления, корпоративности и равноправия адвокатов.
Выявлено, что в адвокаты в Российской Федерации ограничены в праве избирать и быть избранными в органы адвокатского самоуправления, а эти органы за период с 2004 по 2019 гг. в силу внесенных без широкого обсуждения с адвокатами изменений в ФЗ «Об адвокатской деятельности и адвокатуре в Российской Федерации» стали практически несменяемыми.
Установлено, что в существующей нормативной базе в недостаточной степени регламентируются корпоративные права адвоката, не предусматриваются права адвоката на защиту от действий адвокатских палат и их руководителей, отсутствует эффективный внутрикорпоративный механизм разрешения ситуаций, когда имеются сведения о причастности руководителей к совершению незаконных действий.
Доказано, что недостатки правового регулирования порядка организации адвокатуры привели к тому, что российские адвокаты лишены права влиять не только на состав органов корпоративного управления, но и на их действия и решения и существенным образом ограничены в возможности получать полную и достоверную информацию о действиях и решениях этих органов, причем особенно тщательно скрывается информация о финансовой деятельности.
Доказано, что существовавшие на момент исследования процедуры формирования Совета Федеральной палаты адвокатов Российской Федерации, Советов адвокатских палат субъектов РФ, избрания президента ФПА РФ и президентов адвокатских палат субъектов РФ сводились к процессу их феодально-бюрократического самовоспроизводства, не имеющего ничего общего с общепризнанными демократическими принципами проведения выборов.
Продемонстрировано, что ряд президентов адвокатских палат, используя предусмотренные законом процедуры ротации Советов палат, фактически полностью самостоятельно, нередко на основе родственных связей формируют Советы палат, по сути являющиеся коллегиями их собственных «выборщиков», что делает их «избрание» предрешенной бюрократической процедурой, не зависящей от воли других членов адвокатского сообщества.
Показано, что фактически неподотчетное адвокатскому сообществу, самоназначаемое и десятилетиями существующее  за счет обязательных отчислений, поступающих от адвокатов, руководство органов корпоративного управления адвокатурой в значительной степени утратило связь с реальностями адвокатской практики, перестало понимать организационные и правовые проблемы адвокатов.
Продемонстрировано, что наиболее ярким проявлением этих негативных тенденций, существенным образом умаляющих авторитет адвокатуры, стал беспрецедентный процесс ограничения руководством органов корпоративного управления адвокатурой прав и свобод граждан РФ, обладающих адвокатским статусом, в ходе которого члены органов корпоративного управления в рамках которого на IX Всероссийском съезде адвокатов была принята Резолюция о соблюдении адвокатской этики, а перед проведением съезда Советом ФПА РФ были утверждены обязательные для всех адвокатов и адвокатских палат Разъяснения № 03/19 Комиссии по этике и стандартам по вопросу допустимости обращения адвокатов в правоохранительные органы.
Обосновано, что суть этих актов сводится к прямому, под угрозой привлечения адвокатов к дисциплинарной ответственности (вплоть до лишения права на профессию), запрету на обращения адвокатов в органы государственной власти либо в правоохранительные органы с требованием проведения любых видов проверки в отношении органов адвокатского самоуправления.
Доказано, что эти акты являются яркой демонстрацией дискриминации в отношении адвокатов со стороны руководства органов корпоративного управления адвокатурой, и что при их принятии не учтены положения таких нормативных актов как Всеобщая декларация прав человека (ст. 7, 8, 19, 28); Международный пакт о гражданских и политических правах (ст. 3, 5, 19); Конвенция о защите прав человека и основных свобод (Преамбула, ст. 10, 13, 17, 18, 53); Декларация о праве и обязанности отдельных лиц, групп и органов общества поощрять и защищать общепризнанные права человека и основные свободы (ст. 1, 5, 6, 7, 8, 9, 11); Конституция Российской Федерации (ст. 2, 4, 6, 15, 17, 18, 19, 29, 33, 45, 47, 55, 120); Федеральный закон от 02 мая 2006 г. № 59-ФЗ «О порядке рассмотрения обращений граждан Российской Федерации» (ст. 2, 3, 4, 6); Основные принципы, касающиеся роли юристов (п. 16, 23, 26); Стандарты независимости сообщества юристов IBA (ст. 14); Общий кодекс правил для адвокатов стран Европейского Сообщества (п. 1.2.2.).
Особо обращено внимание на то, что предусмотренное ст. 33 Конституции РФ право на обращение в государственный орган в положениях законодательства не ограничено, а его ограничение в силу ст. 55 Конституции РФ возможно лишь на основании федерального закона, вследствие чего сделан вывод о том, что принятые ФПА РФ акты преследуют цель создать очередной барьер на пути становления законности, развития истинной независимости, укрепления корпоративности и самоуправляемости в адвокатуре, направлены на противодействие контролю со стороны адвокатов за финансово-хозяйственной и иной деятельностью руководства органов корпоративного управления, способствуют фактически бессрочному нахождению в составе органов корпоративного управления одних и тех же лиц, а также их бесконтрольным действиям.
Доказано, что эти акты, фактически явившиеся базой для усиления внутрикорпоративного раскола в адвокатуре, имеют своей целью подавление в адвокатуре прогрессивных демократических начал, формируют мнение об адвокатуре как об архаичном клане «мафиозного» типа, основным принципом которого является запрет на сообщение государственным органам о деяниях, совершаемых представителями «руководящей верхушки», способствуют стагнации в развитии адвокатуры и консервации значительного количества не решенных и с каждым днем усугубляющихся правовых и организационных проблем.
Определено, что основой преодоления кризисных явлений, имеющихся в отечественной адвокатуре, должно стать незамедлительное принятие ФПА РФ и адвокат скими палатами субъектов РФ следующих правовых и организационных мер:
– реформа правового регулирования порядка формирования органов адвокатского самоуправления на всех уровнях на основе возвращения к демократическим процедурам избрания их членов путем всеобщих прямых выборов президента и членов совета палаты, членов квалификационной и ревизионной комиссии. Выборы должны проходить на альтернативной основе и посредством тайного голосования, с предварительным свободным выдвижением и обсуждением кандидатур;
– разработка и введение норм, предотвращающих возможность привлечения к выполнению обязанностей члена совета адвокатской палаты, члена квалификационной комиссии и ревизионной комиссии родственников или свойственников президента или вице-президента соответствующей адвокатской палаты;
– признание примата норм профессиональной этики и юрисдикции органов адвокатского самоуправления по отношению к вопросам профессиональной деятельности адвоката при одновременном осознании недопустимости какого-либо незаконного дискриминационного ограничения и вмешательства в область прав и свобод адвокатов, как граждан РФ, а также вмешательств, напрямую не связанных с профессиональной деятельностью адвоката;
– введение правовых механизмов, обеспечивающих личную ответственность президентов адвокатских палат и членов советов адвокатских палат за осуществляемые ими действия и принимаемые решения, а также создание правовой основы для возможности выражения адвокатами вотума недоверия этим лицам;
– признание и реализация принципа прозрачности в деятельности органов адвокатского самоуправления и права адвокатов на контроль за деятельностью органов адвокатского самоуправления любого уровня;
– осуществление действий, направленных на законодательное закрепление корпоративных прав адвоката как члена адвокатской палаты субъекта РФ, и как лица, осуществляющего финансирование деятельности ФПА РФ;
– обязательное заблаговременное предварительное обсуждение всех законодательных и внутрикорпоративных инициатив среди адвокатов, с привлечением специалистов по проблематике адвокатской деятельности и адвокатуры из числа представителей научного сообщества, сообщества журналистов, специалистов по смежной проблематике;
– создание независимого научно-информационного портала, посвященного адвокатской деятельности и адвокатуре с предоставлением возможности адвокатам осуществлять предварительно модерируемые независимой редакцией публикации в открытых или в закрытых разделах портала, а также с возможностью прямого «вертикального» и «горизонтального» общения с коллегами внутри корпорации и внутрикорпоративного обращения с обязательными для рассмотрения и разрешения жалобами и заявлениями;
– признание ФПА РФ и адвокатских палат субъектов РФ необходимости всемерного способствования прекращению злоупотреблений и повышению эффективности и полезности для каждого представителя адвокатского сообщества в области расходования денежных средств, формируемых из обязательных отчислений адвокатов, а также признание необходимости всемерного способствования прекращению любых проявлений необоснованного ограничения прав граждан на оперативное получение посредством независимых СМИ сведений об их деятельности, а также проявлений ограничения свободы СМИ и нарушений прав журналистов.
– введение права адвокатов на инициирование принятия корпоративных актов, проведение их общественной экспертизы, упорядочивание процесса их принятия в направлении его большей открытости, для чего требуется предусмотреть обязательность широкого обсуждения их проектов;
– установление обязанности ФПА РФ и адвокатских палат субъектов РФ заблаговременно информировать адвокатов о заседаниях и готовящихся к принятию актах, а также обеспечение возможности участия в заседаниях органов адвокатских палат всех желающих принять в них участие адвокатов, при условии предварительной регистрации, а также проведение онлайн-трансляций заседаний для адвокатов;
– установление единого для всех адвокатских палат порядка избрания делегатов на конференцию адвокатской палаты субъекта РФ с тем, чтобы было обеспечено представительство делегатами интересов всех членов палаты, вне зависимости от избранной ими формы адвокатского образования;
– безотлагательное осуществление реформирования положений Кодекса профессиональной этики адвоката (КПЭА) в части обеспечения соответствия процедуры осуществления производства по дисциплинарному делу в отношении адвоката минимальным стандартам, отраженным в нормах международного права, дополнение положений КПЭА новыми санкциями, альтернативными прекращению статуса адвоката, например, временным приостановлением права на занятие адвокатской деятельностью или введением штрафных санкций. Введение возможности заявления адвокатом ходатайства о проведении рассмотрения дисциплинарного дела в открытом режиме;
– принятие мер по установлению законодательных и корпоративных гарантий, направленных на предотвращение дискриминации адвокатов, осуществляющих свою деятельность в адвокатских кабинетах;
– создание в структуре ФПА РФ подразделения по оперативному оказанию обратившимся адвокатам информационно-консультационной и научно-методической поддержки.
Выводы и предложения А. В. Рагулина, посредством его деятельности в рамках  Гильдии Российских адвокатов,  Рабочей группе «Развитие адвокатуры» Общероссийского гражданского форума,  Комиссии по вопросам определения размеров компенсаций морального вреда Ассоциации юристов России использованы и учтены:
— при разработке изменений и дополнений положений ст. 213 Уголовного кодекса Российской Федерации, устанавливающей ответственность за хулиганство и при разработке Постановления Пленума Верховного Суда Российской Федерации от 15 ноября 2007 г. N 45 г. Москва "О судебной практике по уголовным делам о хулиганстве и иных преступлениях, совершенных из хулиганских побуждений».
— при подготовке Отчёта миссии Международной комиссии юристов «Становление сильной адвокатуры в Российской Федерации» в 2015 г.
— при разработке и принятии Федерального закона от 17.04.2017 года N 73-ФЗ . В частности, было учтено предложение об исключении из УПК РФ процедуры допуска адвоката к участию в деле, о запрете на использование в качестве доказательств материалов адвокатского производства, о разрешении присутствия при производстве обыска в отношении адвоката, специально уполномоченного представителя Адвокатской палаты субъекта Российской Федерации, а также об установлении в УПК РФ обязательных требований к основаниям и порядку, а также решениям о производстве обыска. Также были усилены права адвоката-защитника в части приобщения к материалам уголовного дела заключения специалиста и фактически устранен запрет на разглашение адвокатом-защитником данных предварительного расследования, если это необходимо в связи с осуществлением им защиты подозреваемого или обвиняемого по уголовному делу;
— при разработке и принятии Федерального закона от 01.07.2017 г. N 146-ФЗ об увеличении размера административного штрафа за неправомерный отказ в предоставлении гражданину, в том числе адвокату в связи с поступившим от него адвокатским запросом, и (или) организации информации, предоставление которой предусмотрено федеральными законами, несвоевременное ее предоставление либо предоставление заведомо недостоверной информации до размера от пяти тысяч до десяти тысяч рублей;
— при разработке и принятии Федерального закона от 02.12.2019 N 400-ФЗ «О внесении изменений в Федеральный закон «Об адвокатской деятельности и адвокатуре в Российской Федерации». В частности, были отклонены многие неоднозначно воспринятые в адвокатском сообществе предложения, а также было учтено предложение об установлении обязанности адвокатских палат субъектов РФ и Федеральной палаты адвокатов вести интернет-сайты с обязательным размещением годовой финансовой отчетности, информации о решениях совета адвокатской палаты и сделках, в совершении которых имеется заинтересованность членов совета адвокатской палаты. Кроме того, на Всероссийском съезде адвокатов при очередной ротации членов совета ФПА делегаты съезда получили право предлагать новые кандидатуры в состав Совета ФПА РФ. При ротации членов совета адвокатской палаты субъектов РФ адвокаты, участвующие в конференции (собрании) адвокатской палаты получили право предлагать новые кандидатуры в состав совета;
— при разработке проекта закона предложенного 30.05.2018 г. рабочей группой Общероссийского гражданского Форума вынесенного Министерством юстиции на обсуждение 01.09.2020 г. , согласно которому планируется установить дополнительные гарантии реализации принципа состязательности сторон, а также предоставить дополнительную правовую защиту адвокатам;
— при разработке законопроекта об установлении адекватных размеров компенсаций морального вреда, причиненного жизни и здоровью.

### Награды и поощрения
Награжден благодарностями и почетными грамотами образовательных учреждений и адвокатских палат Республики Башкортостан и г. Москвы, Серебряной медалью им. Ф.Н. Плевако (2014), медалями «За заслуги в образовании и науке» (2017), «Патриот России» (2017), «За патриотизм и служение закону» (2018), знаком отличия «За вклад в развитие адвокатуры» (2019).

### Диссертационные исследования
- Диссертация на соискание ученой степени  кандидата юридических наук: «Хулиганство: уголовно-правовые аспекты» (12.00.08, Челябинский государственный университет, Челябинск, 2005). https://viewer.rusneb.ru/ru/rsl01002932754?page=1
- Диссертация на соискание ученой степени доктора юридических наук: «Профессиональные права адвоката-защитника в Российской Федерации: вопросы теории и практики» (12.00.11, Российский университет дружбы народов, Москва, 2015).http://dissovet.rudn.ru/web-local/prep/rj/?dis_id=387&id=28&mod=dis

### Монографии
- Рагулин А.В. Хулиганство уголовно-правовая характеристика – Уфа: «Восточный университет», 2006 - 168 с. https://search.rsl.ru/ru/record/01003324854
- Рагулин А.В. Общие положения учения о профессиональной защите по уголовным делам» – Москва, «Юрлитинформ», 2008. – 312 с. https://search.rsl.ru/ru/record/01004021627
- Рагулин А.В. Адвокатология и учение о профессиональной защите по уголовным делам в российской юридической науке – Восточная экономико-юридическая гуманитарная академия (Академия ВЭГУ).- Уфа, 2009.- 104 с. https://search.rsl.ru/ru/record/01004389818
- Рагулин А.В., Мукаримова Ю.Я.  Участие профессионального защитника на судебных стадиях уголовного процесса – Восточная экономико-юридическая гуманитарная академия (Академия ВЭГУ). – Уфа,  2009.- 180 с https://search.rsl.ru/ru/record/01004416761
- Рагулин А.В. Профессиональные права адвоката-защитника, обусловленные гарантиями независимости адвоката: проблемы законодательной регламентации и практической реализации – Москва.: Евразийский научно-исследовательский институт проблем права, 2011. – 148 с. https://search.rsl.ru/ru/record/01005391285
- Рагулин А.В. Профессиональные права адвоката-защитника в Российской Федерации и зарубежных государствах – М.: Юрлитинформ, 2012. –368 с.https://search.rsl.ru/ru/record/01005444245
- Рагулин А.В. Современные проблемы регламентации и охраны профессиональных прав адвоката-защитника в России – М.: юридическое издательство «ЮРКОМПАНИ», 2012 г. - 544 с. http://www.law-books.ru/index.php?route=product/product&path=64&product_id=127
- Рагулин А.В.  Профессиональные права адвоката-защитника в России: история развития и современное состояние: монография. Восточная экономико-юридическая гуманитарная академия (Академия ВЭГУ). – Уфа, 2012. – 140 с. https://search.rsl.ru/ru/record/01005468466
- Рагулин А.В.  Проблемы законодательной регламентации и практической реализации профессиональных прав адвоката-защитника в уголовном судопроизводстве: монография – М., Федеральная палата адвокатов, 2012. –  328 с. https://search.rsl.ru/ru/record/01006571197
- Рагулин А.В. Организация деятельности адвоката-защитника: совершенствование регламентации и реализации профессиональных прав – М.: Юрлитинформ, 2013. – 432 с. https://search.rsl.ru/ru/record/01006700898
- Рагулин А.В. Трактат об Обращении 32-х, принципах, дискриминации и демократии в российской адвокатуре – Москва.: Российская академия адвокатуры и нотариата, Евразийский научно-исследовательский институт проблем права, 2019. – 584 с. https://search.rsl.ru/ru/record/01010196649 http://www.eurasian-advocacy.ru/PDF/TRAKTAT_RAGULIN.pdf

### Учебники, учебные пособия (избранный перечень)
- Рагулин А.В. Адвокат в уголовном процессе: учебно-практическое пособие.– Ростов -на -Дону, «Феникс», 2007. https://spblib.ru/catalog/-/books/3213439-advokat-v-ugolovnom-processe
- Рагулин А.В., Шайхуллин М.С., Петров Д.В. Диссертационные исследования проблем адвокатуры и адвокатской деятельности: сборник материалов. – М, Юрлитинформ, 2012.https://search.rsl.ru/ru/record/01005110162
- Аснис А.Я., Баренбойм П.Д. , Резник Г.М., Рагулин А.В. и др. Научное обеспечение доказательств по уголовным делам об экономических преступлениях как гарантия защиты бизнеса в России (Обобщение правоприменительной практики). – Москва, 2012.http://asnis.ru/nauchnoe-obespechenie-dokazatelstv-p/
- Трунов И.Л., Айвар Л.К., Шайхуллин М.С., Рагулин А.В. и др.  Адвокатская деятельность и адвокатура в России: учебник для бакалавров/ под ред. И.Л. Трунова. Гриф УМО. – 2 –е изд., перераб и доп.- М.: Изд-во Юрайт, 2014. https://urait.ru/book/advokatskaya-deyatelnost-i-advokatura-v-rossii-378014

### Статьи в научных журналах (избранный перечень)
- Рагулин А.В. К вопросу о необходимости усиления гарантий независимости адвоката и сохранения адвокатской тайны // Ученые труды российской академии адвокатуры. 2008. № 3 (8). – С. 10-15.
- Рагулин А.В. О совершенствовании законодательства в направлении охраны профессиональных прав адвокатов // Ученые труды российской академии адвокатуры и нотариата. 2009. № 4 (15). – С. 14-19.
- Рагулин А.В. О праве адвоката на собирание предметов и документов, служащих основой для формирования доказательств в уголовном процессе // Евразийский юридический журнал. 2010. № 5 (24). – С. 112-114 .
- Рагулин А.В. Правовая регламентация взаимодействия адвоката-защитника и частного детектива нуждается в совершенствовании // Евразийский юридический журнал. 2010. № 6 (25). – С. 126-128 .
- Рагулин А.В. Регламентация профессиональных прав адвоката-защитника и их обеспечения по законодательству Республики Армения // Евразийский юридический журнал. 2010. № 9 (28). – С. 124-128 .
- Рагулин А.В. Регламентация профессиональных прав адвоката-защитника и их обеспечения по законодательству Кыргызской Республики // Евразийский юридический журнал. 2010. № 11 (30). – С. 123-127 .
- Рагулин А.В. Регламентация профессиональных прав адвоката-защитника и их обеспечения по законодательству Украинской Республики // Правовое государство: теория и практика. 2010. № 4 (22) – С. 94-98.
- Рагулин А.В. Проблемные вопросы реализации адвокатом-защитником права на ознакомление с материалами уголовного дела до выполнения требований ст. 217 УПК РФ // Вестник ВЭГУ: Научный журнал. Юриспруденция. 2010. № 5 (49). – С. 76-83 .
- Рагулин А.В. Правовые и организационные средства обеспечения реализации профессиональных прав адвокатов // Социальная политика и социология. 2010. № 8 (62). – С. 356-358 .
- Рагулин А.В. Регламентация профессиональных прав адвоката-защитника и их обеспечения по законодательству Республики Беларусь // Евразийский юридический журнал. 2011. № 3 (34). – С. 135-138 .
- Рагулин А.В. Регламентация профессиональных прав адвоката-защитника и их обеспечения по законодательству республики Молдова // Евразийский юридический журнал. 2011. № 10 (41). – С. 109-112.
- Рагулин А.В. Регламентация профессиональных прав адвоката-защитника и их обеспечения по законодательству Латвийской Республики // Евразийский юридический журнал. 2011. № 11 (42). – С. 137-138 .
- Рагулин А.В. Регламентация профессиональных прав адвоката-защитника и их обеспечения по законодательству Республики Эстония // Евразийский юридический журнал. 2011. № 12 (43). – С. 122-123 .
- Рагулин А.В. Основные организационно-правовые средства обеспечения реализации и защиты профессиональных прав адвоката // Ученые труды российской академии адвокатуры и нотариата. 2011. №4 (23). – С.12-17.
- Рагулин А.В. Регламентация профессиональных прав адвоката-защитника и их обеспечения по законодательству Республики Литва // Евразийский юридический журнал. 2012. № 1 (44). – С. 118-119.
- Рагулин А.В. Профессиональные права лиц, осуществляющих функцию защиты в уголовном процессе, на начальном этапе зарождения адвокатуры в России // Исторические, философские, политические и юридические науки, культурология и искусствоведение. Вопросы теории и практики. 2012. № 1 (15) Часть 1. – С. 160-164.
- Рагулин А.В. Регламентация профессиональных прав адвоката-защитника и их обеспечения по законодательству Республики Туркменистан // Евразийский юридический журнал. 2012. № 2 (45). – С. 124-126.
- Рагулин А.В. О праве адвоката-защитника отказывать в предоставлении сведений, связанных с оказанием юридической помощи // Адвокатская практика. 2012. № 2. – С. 15-17.
- Рагулин А.В. Право адвоката-защитника требовать запрета на вмешательство в адвокатскую деятельность либо препятствование ей каким бы то ни было образом: проблемы законодательной регламентации и практической реализации // Евразийский юридический журнал. 2012. № 4 (47). – С. 136-143.
- Рагулин А.В. Право адвоката-защитника знакомиться с протоколом судебного заседания, подавать на него замечания, изготавливать и (или) получать его копию: проблемы регламентации и практической реализации // Вестник ВЭГУ: Научный журнал. 2012. № 3 (59). – С. 61-66.
- Рагулин А.В. Право адвоката-защитника на ознакомление с материалами уголовного дела после завершения предварительного расследования: проблемные вопросы регламентации и практической реализации // Адвокат. 2012. № 4. – С. 16-25.
- Рагулин А.В. Право адвоката-защитника на привлечение специалиста: проблемы реализации и пути их решения // Вестник Волжского университета имени В.Н. Татищева. 2012. № 2 (76). – С. 57-66.
- Рагулин А.В. Право адвоката-защитника на использование технических средств: проблемные вопросы реализации и пути их решения // Ученые труды российской академии адвокатуры и нотариата. 2012. №2 (25). – С. 8-12.
- Рагулин А.В. «Профессиональные права адвоката-защитника»: формулирование определения понятия // Адвокатская практика. 2012. № 4. – С. 21-25
- Рагулин А.В. Некоторые проблемы регламентации и практической реализации права адвоката-защитника на получение ответа на запросы // Юридический мир. № 8 (188). 2012. – С. 14-18.
- Рагулин А.В. Регламентация и реализация профессионального права адвоката-защитника на соблюдение особого порядка уголовного преследования // Евразийский юридический журнал. 2013. № 1 (56). – С. 139-142.
- Рагулин А.В. Основные положения совершенствования регламентации института профессиональных прав адвоката-защитника // Закон и право. 2013. № 8. – С. 75-78.
- Рагулин А.В. К вопросу о содержании права адвоката-защитника совершать действия, не противоречащие законодательству Российской Федерации // Вестник Московского университета МВД России. 2013. № 10. – С. 113-115.
- Рагулин А.В. Понятие и система института профессиональных прав адвоката-защитника // Государство и право. 2013. № 11. – С. 81-85.
- Рагулин А.В. Статусные профессиональные права адвоката-защитника по законодательству Белорусии, Молдавии и Украины // Вестник Российского университета дружбы народов. Серия: Юридические науки. 2014. № 2. - С. 243-251
- Рагулин А.В. Некоторые правовые и организационные аспекты обеспечения практической реализации профессиональных прав и соблюдения гарантий независимости адвоката // Актуальные проблемы государственного и правового строительства в Азербайджанской Республике. 2009. № 4. – С. 34-42 (0,75 п.л.).
- Рагулин А.В. Уголовная ответственность за посягательства на права адвоката по законодательству Казахстана, Кыргызстана и Таджикистана // Вестник института законодательства Республики Казахстан. 2011. № 2 (22). – С. 94-98.
- Рагулин А.В. Регламентация профессиональных прав адвоката-защитника и обеспечения их реализации по законодательству государств Восточной Европы // Порівняльно-правові дослідження. 2011. № 2. – С. 292-300.
- Рагулин А.В. Проблемные вопросы правовой регламентации профессионального права адвоката на запрет привлечения к ответственности за мнение, выраженное при осуществлении адвокатской деятельности // Вестник Евразийского национального университета им. Л.Н. Гумилева. 2011. № 3 (9). Серия Юридические науки. – С. 131-140.
- Рагулин А.В. Правовой статус адвоката-защитника в уголовном судопроизводстве России // Наукові записки Інституту законодавства Верховної Ради України. 2012. № 1. – С. 192-197.
- Рагулин А.В. Право адвоката-защитника давать подзащитному краткие консультации в присутствии следователя: проблемные вопросы правовой регламентации и практической реализации // Право и политика. 2012. № 1. – С. 132-134.
- Рагулин А.В. Становление и развитие института профессиональных прав адвоката-защитника в России: краткий ретроспективный анализ //Часопис Національного університету «Острозька академія». Серія «Право».2012.№ 2(6):. Режим доступа: http://lj.oa.edu.ua/articles/2012/n2/12ravkra.pdf
- Рагулин А.В. Право адвоката на ознакомление с материалами уголовного дела на начальной стадии предварительного расследования // Наука и практика. 2009. № 1 (38). – С.94-98
- Рагулин А.В. Гарантии независимости адвоката по российскому законодательству: понятие и содержание // Новая правовая мысль. 2011. № 5 (48). - С. 54-57.
- Рагулин А.В. Правовая регламентация профессионального права адвоката-защитника на беспрепятственность встречи с доверителем нуждается в совершенствовании! // Право и жизнь. 2012. № 164 (2). – С. 263-269
- Рагулин А.В. Проблемные вопросы правовой регламентации и реализации профессионального права адвоката-защитника на обжалование действий (бездействия) должностных лиц государственных органов, осуществляющих производство по уголовному делу // Образование и право. 2012. № 3 (31). – С. 202-217.
- Рагулин А.В. Некоторые проблемные вопросы правовой регламентации и практической реализации профессиональных прав адвоката-защитника на участие в назначении и производстве экспертиз // Эксперт-криминалист. 2012. № 2. – С. 27-30. (0,41 п.л.).
- Рагулин А.В. Право адвоката-защитника требовать запрещения своего вызова на допрос и на производство допроса в качестве свидетеля // Советник юриста. 2012. № 6. – С. 18- 25.
- Рагулин А.В. Институционализация профессиональных прав адвоката-защитника в Советском законодательстве // Новый юридический журнал. 2012. № 3.– С. 101-110.
- Рагулин А.В. Регламентация прав адвоката-защитника на опрос лиц с их согласия и представление предметов и документов // Евразийская адвокатура. 2013. № 1 (2). – С. 50-52.
- Рагулин А.В. Основные способы борьбы с нарушением профессиональных прав адвокатов // Адвокатские вести России. 2013. № 9-10 (153-154). – С. 16-22.
- Рагулин А.В. Этапы становления института профессиональных прав адвоката-защитника в России и их общая характеристика // Евразийская адвокатура. 2014. № 1 (8). – С. 19-28.

### Материалы выступлений в сборниках научно-практических конференций (избранные)
- Рагулин А.В. Некоторые проблемные вопросы реализации стороной защиты процессуальных прав при назначении экспертизы по уголовному делу //Правовая защита частных и публичных интересов: Материалы V Международной межвузовской научно-практической Интернет-конференции. – Челябинск, 2008. – С. 147-151.
- Рагулин А.В. К вопросу об обеспечении невозможности наказания адвоката за профессиональную деятельность // Права человека и проблемы безопасности общества и личности в современной России: Материалы III Межрегиональной научно-практической конференции, Волгоград, 26 ноября 2009 г. – Волгоград: Изд-во ВолГМУ, 2010. – С. 241-244.
- Рагулин А.В. К вопросу о необходимости усиления уголовно-правовой охраны личных, имущественных и профессиональных прав адвокатов // Материалы VI Международной научно-практической конференции «Татищевские чтения: актуальные проблемы науки и практики». – Ч III.– Тольятти, 2009. – С. 247–256.
- Рагулин А.В. К вопросу о необходимости установления процессуальной санкции за нарушение прав, предусмотренных ст. 198 УПК РФ // Материалы 2-й международной научно-практической конференции «Теория и практика судебной экспертизы в современных условиях» (г. Москва, 24-25 июня 2009 г.). – М.: Проспект, 2009. – С. 328-331.
- Рагулин А.В. Механизм реализации права адвоката – защитника на заявление ходатайств нуждается в совершенствовании //Актуальные проблемы уголовно-процессуального права и практика его применения: Материалы международной дистанционной научно-практической конференции, состоявшейся 30 апреля 2009 г., Караганда: КЮИ МВД РК им. Б. Бейсенова, 2009. – С.128-131.
- Рагулин А.В. Некоторые проблемы правовой регламентации взаимодействия адвоката и частного детектива в уголовном судопроизводстве // Материалы VII Международной научно-практической конференции «Татищевские чтения: актуальные проблемы науки и практики». Ч II.– Тольятти, 2010. – С. 271–276.
- Рагулин А.В. О совершенствовании законодательства в направлении охраны профессиональных прав адвокатов // Роль адвокатских корпоративных объединений в укреплении престижа и повышении эффективности адвокатской деятельности: материалы международной научно-практической конференции, посвященной 15-летию Гильдии российских адвокатов и 20-летию коллегии адвокатов «Московский юридический центр». – М.: ИГ «ГРАНИЦА», 2010. – C. 109-115.
- Рагулин А.В. О необходимости криминализации посягательств на профессиональные права адвокатов // Адвокатура. Государство. Общество: Сборник материалов VII ежегодной научно-практической конференции, 2010 г. - М.: Информ-Право, 2010. - С. 259-266.
- Рагулин А.В. Уголовная ответственность за посягательства на профессиональные и иные права адвоката по законодательству Армении и Азербайджана // Актуальные проблемы совершенствования законодательства и правоприменения: материалы международной научно-практической конференции (г. Уфа, 21 февраля 2011 г.). - Уфа, 2011. – C. 223-226.
- Рагулин А.В. О необходимости совершенствования регламентации права адвоката-защитника на беспрепятственные встречи с подзащитным в условиях его изоляции // Актуальные проблемы совершенствования законодательства и правоприменения: материалы II международной научно-практической конференции (г. Уфа, 23 января 2012 г.). – Уфа, 2012. – С. 264-267.
- Рагулин А.В. Право адвоката-защитника на запрос сведений и проблемы его реализации // Адвокатура. Государство. Общество. Сборник материалов VII ежегодной научно-практической конференции. – М., 2012. – С. 202-209.
- Рагулин А.В. Право адвоката-защитника на использование технических средств и проблемные вопросы его реализации // Материалы IX Международной научно-практической конференции «Татищевские чтения: актуальные проблемы науки и практики». – Ч II.– Тольятти, 2012. – С. 318-325.
- Рагулин А.В. Право адвоката-защитника на запрос сведений и проблемы его реализации // Материалы международной научно-практической конференции. IV Международная научно-практическая конференция «Кутафинские чтения». Сборник тезисов. – М. 2012. – С. 15-19.
- Рагулин А.В. Профессиональные права адвоката-защитника по законодательству Африканских государств // Материалi I Мiжнародноi науково-практичноi конференцii «Малиновськi читания» м. Острог, 16-17 листопада 2012 року. - Острог, 2012. – С. 239-241.
- Рагулин А.В. Право адвоката-защитника знакомиться с протоколом судебного заседания, подавать на него замечания, изготавливать и (или) получать его копию: проблемы совершенствования регламентации // Современное состояние и перспективы развития уголовно-процессуального законодательства: теоретические и практические аспекты: сборник материалов Международной научно-практической конференции в форме «круглого стола» / ФГБОУВПО «РАП», Центральный филиал Воронеж, 2012 - С. 184-191.
- Рагулин А.В. Международно-правовые нормы, регламентирующие содержание, обеспечение реализации и правовую охрану профессиональных прав адвоката-защитника // Актуальные проблемы совершенствования законодательства и правоприменения: материалы III международной научно-практической конференции (г. Уфа, 8 февраля 2013 г.). – Уфа, 2013. – C. 183- 187.
- Рагулин А.В. К вопросу о классификации профессиональных прав адвоката-защитника по законодательству Российской Федерации // Материалi II Мiжнародноi науково-практичноi конференцii «Малиновськi читання» м. Острог, 15-16 листопада 2013 року. - Острог, 2013. – С. 339-343.
- Рагулин А.В. Международно-правовые основы национальной законодательной регламентации института профессиональных прав адвоката-защитника // Адвокатура. Государство. Общество: сборник материалов IX научно-практической конференции. – М., 2013. – С. 96-102.
- Рагулин А.В. Закрепление статусных профессиональных прав адвоката-защитника в законодательстве государств Азии // Актуальные проблемы совершенствования законодательства и правоприменения: материалы IV международной научно-практической конференции (г. Уфа, 8 февраля 2014 г.): в 2 ч. – Уфа, 2014. Часть 2. – С. 330-337.
- Рагулин А.В. Правовое регулирование статусных профессиональных прав адвоката-защитника по законодательству государств Западной Европы // Право в современном мире: 20 лет Конституции РФ: Материалы международной научно-практической конференции. Екатеринбург, 6 декабря 2013 г. В 2 ч. Часть 1. - Екатеринбург: Уральский институт – филиал РАНХиГС, 2013. – С. 221-223.